# Подунајске Бискупице
Подунајске Бискупице (слч. Podunajské Biskupice) је градска четврт Братиславе, у округу Братислава II, у Братиславском крају, Словачка Република.

## Становништво
Према подацима о броју становника из 2011. године градско насеље је имало 20.844 становника.